# Ke Huy Quan

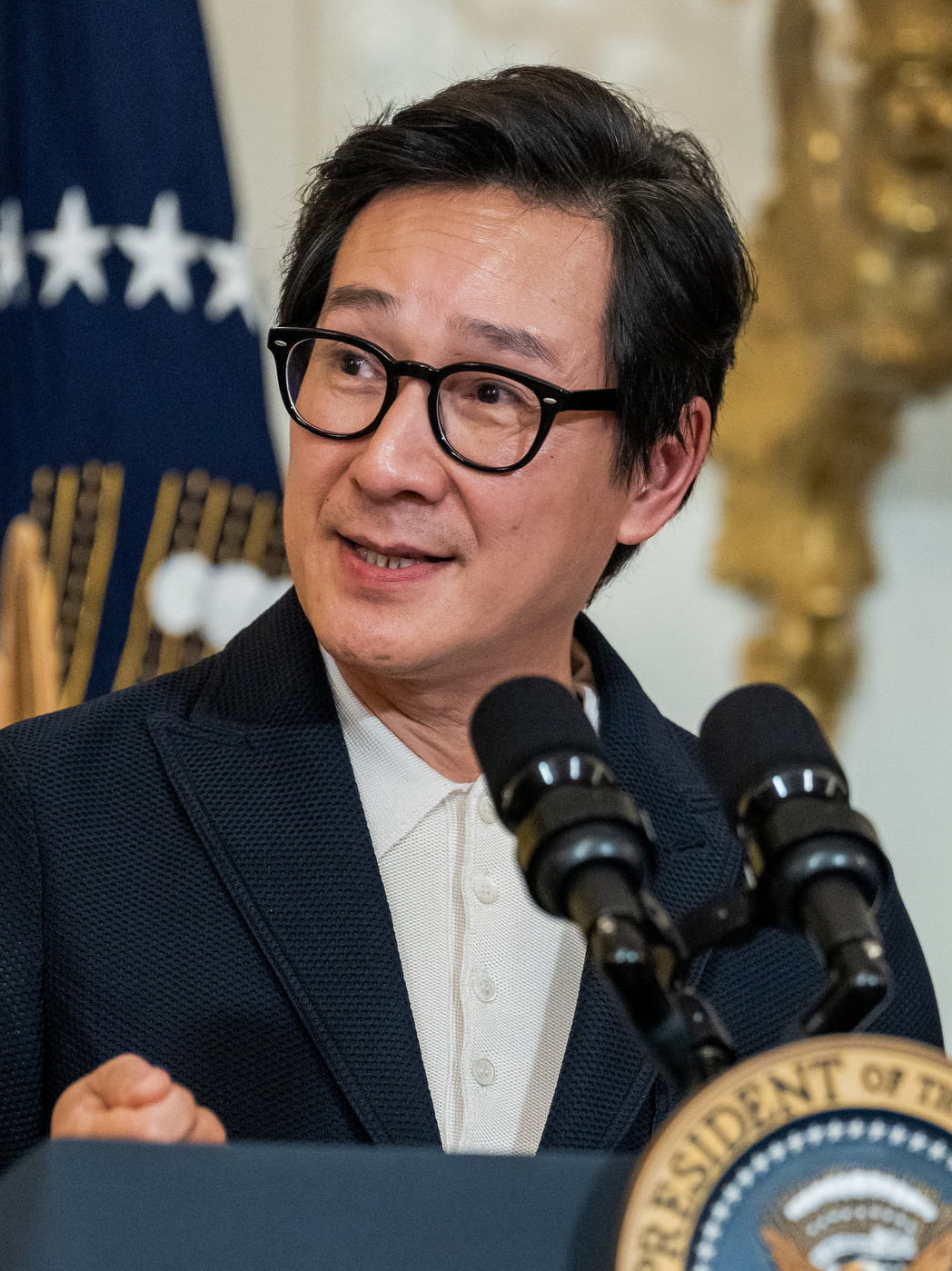
Ke Huy Quan im Weißen Haus (2023)

Ke Huy Quan (* 20. August 1971 in Saigon, Vietnam), auch bekannt als Jonathan Ke Quan, ist ein US-amerikanischer Schauspieler und Stunt-Choreograf. Mitte der 1980er-Jahre wurde er als Kinderdarsteller im Hollywood-Kino durch die Filme Indiana Jones und der Tempel des Todes und Die Goonies bekannt. Im Jahr 2022 gelang ihm mit Everything Everywhere All at Once ein erfolgreiches Comeback im Erwachsenenfach, für das er u. a. mit dem Oscar als Bester Nebendarsteller ausgezeichnet wurde.

## Leben
Die Familie von Ke Huy Quan wurde in Vietnam politisch verfolgt und emigrierte Mitte der 1970er Jahre in die Vereinigten Staaten. Im Alter von sieben Jahren begann er mit dem Studium der Kampfkünste und erwarb im Alter von zwölf Jahren den schwarzen Gürtel in Kenpo-Karate. Im Alter von dreizehn Jahren begann er seine Schauspielkarriere mit Auftritten in Fernsehwerbung und kleinen Rollen in Filmen. Seitdem hat er in zahlreichen Filmen und Fernsehsendungen mitgewirkt und auch Videospiele eingesprochen.
Ke Huy Quan studierte an der University of California, Los Angeles Film- und Fernsehproduktion. Außerdem nahm er Schauspielkurse am Lee Strasberg Theatre Institute in Los Angeles.
Bekannt wurde Ke Huy Quan dem breiten Publikum durch die Rolle des Wan „Short Round“ Li in dem Abenteuerfilm Indiana Jones und der Tempel des Todes von Steven Spielberg aus dem Jahre 1984. Für diese Rolle wurde er für den Saturn Award nominiert. Im darauffolgenden Jahr spielte er die Rolle des Data in Die Goonies, ebenfalls eine Spielberg-Produktion.
Mit dem Erwachsenwerden ließen allerdings die Rollenangebote für Ke Huy Quan nach, weshalb er sich anderen Betätigungsfeldern zuwandte. Er arbeitete unter anderem als Stunt-Choreograf für asiatische und amerikanische Filme, darunter X-Men und The One. Oft arbeitete er dabei mit Corey Yuen zusammen. Er fungierte für Wong Kar-Wai als Regieassistent bei 2046.
Nachdem er zwei Jahrzehnte nicht als Schauspieler gearbeitet hatte, fühlte er sich durch den Erfolg von Crazy Rich Asians und wachsende Rollenangebote für asiatischstämmige Personen in Hollywood ermutigt, wieder in das Schauspielgeschäft einzusteigen. Sein Auftritt als Familienvater in dem gefeierten Science-Fiction-Film Everything Everywhere All at Once wurde 2022 als Comeback angesehen. Die Nebenrolle des Waymond Wang brachte ihm mehrere Auszeichnungen ein, darunter einen gewonnenen Golden Globe Award und einen Oscar.
Er ist Mitglied der Screen Actors Guild und der American Federation of Television and Radio Artists. Ende Juni 2023 wurde er auch Mitglied der Academy of Motion Picture Arts and Sciences.

## Filmografie (Auswahl)
- 1984: Indiana Jones und der Tempel des Todes (Indiana Jones and the Temple of Doom)
- 1985: Die Goonies (The Goonies)
- 1987: Passenger: Sugisarishi hibi
- 1991: Geschichten aus der Gruft (Tales from the Crypt, Fernsehserie, Folge Undertalking Palor)
- 1991: Bloodbrother – The Fighter, the Winner (Breathing Fire)
- 1992: Steinzeit Junior (Encino Man)
- 2002: Mou han fou wut
- 2021: Abenteuer ʻOhana (Finding ’Ohana)
- 2022: Everything Everywhere All at Once
- 2023: American Born Chinese (Fernsehserie, 8 Folgen)
- 2023: Loki (Fernsehserie, 6 Folgen)
- 2024: Kung Fu Panda 4 (Stimme von Han)
- 2025: Love Hurts – Liebe tut weh (Love Hurts)
- 2025: The Electric State

## Auszeichnungen
Oscar
- 2023: Bester Nebendarsteller (Everything Everywhere All at Once)

Golden Globe Award
- 2023: Bester Nebendarsteller (Everything Everywhere All at Once)

British Academy Film Award
- 2023: Nominierung als Bester Nebendarsteller (Everything Everywhere All at Once)

Screen Actors Guild Award
- 2023: Bester Nebendarsteller für Everything Everywhere All at Once
- 2023: Bestes Schauspielensemble für Everything Everywhere All at Once

Critics’ Choice Movie Award
- 2023: Bester Nebendarsteller (Everything Everywhere All at Once)

Gotham Award
- 2022: Bester Nebendarsteller (Everything Everywhere All at Once)

Saturn Award
- 1985: Nominierung als Bester Nachwuchsschauspieler (Indiana Jones und der Tempel des Todes)
- 2022: Bester Nebendarsteller (Everything Everywhere All at Once)

Independent Spirit Award
- 2023: Bester Nebendarsteller (Everything Everywhere All at Once)